# François Deley
François Deley (* 27. März 1956 in Ostende) ist ein ehemaliger belgischer Schwimmer.

## Karriere
Deley nahm 1972 erstmals an Olympischen Spielen teil. In München erreichte er über 400 m Freistil den 38. Platz, über 1500 m Freistil sicherte er sich Rang 19 von 41 Startern. Im Folgejahr war er Teilnehmer der 1. Schwimmweltmeisterschaften – ausgetragen im jugoslawischen Belgrad. 1976 nahm er ein zweites Mal an Olympischen Spielen teil. In Montreal erreichte er über 200 m Schmetterling Rang 34 und über 400 m Lagen den 23. Platz. Im Wettbewerb über 100 m Schmetterling wurde der Belgier disqualifiziert.